# 2434 Bateson
A 2434 Bateson (ideiglenes jelöléssel 1981 KA) a Naprendszer kisbolygóövében található aszteroida. Alan C. Gilmore és Pamela M. Kilmartin fedezte fel 1981. május 27-én.